# Ebonyi (estado)
O estado de Ebonyi fica no sudeste da Nigéria. É habitada e povoada principalmente pelos Ibos. Sua capital e maior cidade é Abakaliki. Outras grandes cidades incluem Afikpo, Unwana, Onueke, Edda, Onitsha, etc. Foi um dos seis estados criados em 1996 pelo então governo militar federal do general Sani Abacha. O estado de Ebonyi foi criado a partir de partes do Estado de Enugu e do estado de Abia, que por sua vez foram inicialmente constituintes dos antigos estados de Anambra e Imo, respectivamente. Tem três zonas senatoriais (norte, sul e central), treze áreas do governo local, bem como centros de desenvolvimento local criados pelo governo do estado. É o local de seis instituições de ensino superior: Ebonyi State University, Abakaliki (EBSU); Universidade Federal Ndufu Alike Ikwo (FUNAI); Akanu Ibiam Politécnico Federal, Unwana; Instituto de Tecnologia de Savannah, Ishieke Junction, Abakaliki; Colégio Federal de Agricultura, Ishiagu; Faculdade de Educação Ebonyi Ikwo (EBSCOEI) e Faculdade de Ciências da Saúde, Ezzamgbo